# Metriocnemus ogasadecimus
Metriocnemus ogasadecimus är en tvåvingeart som beskrevs av Sasa och Suzuki 1997. Metriocnemus ogasadecimus ingår i släktet Metriocnemus och familjen fjädermyggor. Inga underarter finns listade i Catalogue of Life.